# Byszew (Kutno)
Pour les articles homonymes, voir Byszew.
Byszew (prononciation [ˈbɨʂɛf]) est un village de la gmina de Kutno, du powiat de Kutno, dans la voïvodie de Łódź, situé dans le centre de la Pologne.
Sa population s'élevait approximativement à 410 habitants en 2006.

## Administration
De 1975 à 1998, le village était attaché administrativement à l'ancienne voïvodie de Płock.

Depuis 1999, il fait partie de la nouvelle voïvodie de Łódź.